# Breda-Prinsenbeek
Breda-Prinsenbeek – stacja kolejowa w Bredzie, w prowincji Brabancja Północna, w Holandii. Znajdują się tu dwa perony.